# ذبحة صدرية
الذبحة الصدرية (خُناق الصدر) (باللاتينية: angina pectoris) هي الإحساس بالألم أو الضغط في الصدر، الناتج عن إقفار (نقص في الإمداد الدموي وبالتالي في الأكسجين الوارد) في عضل القلب، عادة نتيجة انسداد أو تشنج في الشرايين التاجية (الأوعية المغذية لعضلة القلب). في حين أن الذبحة الصدرية قد تنبع من فقر الدم، اضطراب النظم القلبي أو قصور القلب إلا أن السبب الرئيسي للذبحة هو الداء القلبي الإكليلي وينتج عن تصلب عصيدي في الشرايين القلبية.
هناك علاقة ضعيفة بين شدة الألم ودرجة نقص الأوكسجين في عضلة القلب (أي، يمكن أن يكون هناك ألم شديد مع خطر قليل جدًا أو معدوم لاحتشاء عضلة القلب (نوبة قلبية) وكذلك يمكن أن تحدث النوبات القلبية من دون ألم بتاتًا). في بعض الأحيان، يمكن أن تكون الذبحة الصدرية شديدة جدًا، وفي أوائل القرن الـ 20 كانت الذبحة الصدرية معروفة كإشارة للموت الوشيك.

## مقدمة
تعمل عضلة القلب كمضخة لتوصيل الدم إلى جميع أنحاء الجسم وتحصل عضلة القلب على ما تحتاجه من طاقة (أوكسجين) لأداء تلك المهمة عن طريق الدم الذي يصلها عن طريق الشرايين التي تغذيها وعددها ثلاثة تسمى بالشرايين الإكليلية أو التاجية، والذبحة الصدرية هي الأعراض التي تحدث للمريض عند نقصان الدم الساري في الشرايين التاجية المغذية لعضلات القلب والناتج عن عدم التوازن بين استهلاك القلب للغذاء ونسبة وصول الغذاء إليه.

## تصنيف

### ذبحة مستقرّة
تدعى أيضًا الذبحة الصدرية المتعلقة بالجهد، وتشير هذه الذبحة إلى الذبحة الكلاسيكية المتعلّقة بإقفار عضلة القلب. عرض نموذجي للذبحة المستقرة هو عدم الراحة في الصدر وأعراض مختلفة بعد نشاط جسدي (مثل الجري، المشي وما إلى ذلك) وأعراض قليلة جدًا أو حتى منعدمة عند الراحة أو بعد تناول النيتروغليسرين تحت اللسان.

### ذبحة لا مستقرّة
- تحدث الذبحة اللا مستقرة حتى في وقت الراحة تختلف عن شعور الذبحة العادية وتكون غير متوقعة.
- أخطر وتمتد وقتًا أطول من الذبحة المستقرة، إذ قد تستمر لمدة 30 دقيقة.
- لا تختفي، بالضرورة، بعد الخلود إلى الراحة، أو بعد تناول الأدوية لمعالجة الذبحة.
- قد تدل على نوبة قلبية.[5]

## الأعراض
آلام مميزة الطابع في الجانب الأيسر من الصدر وخلف عظمة القص يكون الألم من النوع الضاغط، وقد يمـتد إلى الكتف الأيسر وأسفل الرقبة والفك الأسفل وإلى اليد اليسرى وأحيانًا قد يمتد إلى الظهر أو أعلى البطن وهناك صفة شبه دائمة في أغلب الحالات وهي حدوث الألم مع الجهد وزواله بانتهاء الجهد أو الراحة. وهناك بالطبع أسباب عديدة أخرى لآلام الصدر ولذلك فمن الضروري استشارة الطبيب فورًا لإجراء بعض الفحوصات الأخرى.
أهم الأمراض التي تسبب انسداد شرايين القلب وبالتالي إلى الذبحة الصدرية هي أمراض تصلب الشرايين وزيادة الكوليسترول الضار ومرض السكري ومرض ارتفاع ضغط الدم. قد يتوقف مرور الدم بصورة تامة في أحد فروع الشرايين القلبية نتيجة التجلط الذي يحدث في الأجزاء الضيقة منه فيتوقف الدم تمامًا عن تغذية هذا الجزء من العضلة فتموت العضلة، وذلك ما يعرف باحتشاء العضلة القلبية - حيث تختلف الأعراض مع ما يحدث عند الذبحة الصدرية إذ أنها تستمر لفترة طويلة وقد تحدث في أوقات الراحة وأحيانًا عند النوم مع مصاحبتها بالشعور بغثيان وعرق غزير أو قد تظهر بشكل عسر هضم وتسبب الشعور بالبرد الشديد.

## أسباب الذبحة الصدرية
يشكل تراكم المواد الدهنية (الكوليسترول) على جدار الشرايين التاجية والذي يبدأ في عمر مبكر قبل مرحلة البلوغ أحد الأسباب الرئيسية للذبحة الصدرية. فمع تواصل الترسب الدهني مع حدوث مضاعفات داخل هذا الترسب منها النزف والتقرح التكلّس مما ينتج سكنه في النهاية، مثل الذبحة الصدرية، كما يمكن أن تحدث كذبحة دماغية قد تؤدي إلى الموت أو الكساح.
ضيق شديد في الشرايين أو انسداد كامل مما يؤدي لظهور الأعراض، وهناك عوامل خطورة تؤدي إلى سرعة حدوث تصلب الشرايين مثل تقدم العمر والجنس "تحدث أكثر في الذكور عن الإناث خاصة قبل انقطاع الطمث لديهن"
وهناك أيضًا ارتفاع نسبة الكولسترول الضار (أكثر من 200 ملي جرام/ديسيلتر من الدم)، ارتفاع ضغط الدم والتدخين والتي تشكل دورًا رئيسيًا في حدوث الذبحة، كما أن هناك عوامل ثانوية أخرى منها انخفاض نسبة البروتين الدهني مرتفع الكثافة في الدم، حدوث تصلب الشرايين التاجية في العائلة وخاصة في السن الصغير وداء السكري، البدانة أو السمنة المفرطة، قلة الحركة وبعض الأنواع من الإجهاد الذهني أو النفسي.
وارتفاع نسبة الكوليسترول في الدم تعني نسبة الدهون الكلية في الدم وهي تختلف باختلاف العادات الغذائية بين الشعوب وتزيد نسبتها لدى الشعوب التي تتناول الكثير من الأغذية الحيوانية وتقل بكثير لدى الشعوب التي تتناول الأغذية النباتية.
وقد أثبتت الدراسات والأبحاث أن ارتفاع نسبة الكولسترول يزيد من احتمال الإصابة بتصلب الشرايين وترتفع نسبة الإصابة كلما ارتفعت نسبة الكولسترول في الدم (ينصح بأن تكون نسبة الكوليسترول أقل من 200 ملي جرام /ديسيلتر من الدم). وارتفاع ضغط الدم (عن 140/75) يعد عامل خطورة هامًا لحدوث الذبحة الصدرية لما يسببه من عدم انتظام في تدفق الدم داخل الشريان مما يسبب تغيرات داخل بطانة جدار الشريان ويزيد من تصلب الشرايين التاجية، كما أن ارتفاع ضغط الدم يزيد من عمـل البطين الأيسر ويؤدي إلى تضخمه وزيادة حاجته للأكسجين.
أثبتت الأبحاث العلمية بما لا يدعو للشك أن احتمال الوفاة الناتجة عن انسداد شرايين القلب تزيد بنسبة تصل إلى (70%) سنويًا لدى المدخنين عنها لدى غير المدخنين، كما أن نسبة الموت المفاجئ لدى المدخنين سنويًا هي أكثر من الضعف عنها في غير المدخنين. والتدخين يؤدي إلى زيادة نسبة التصاق الصفائح الدموية في الدم أو تقلص الشرايين بسبب النيكوتين الذي له تأثير قابض قوي، كما يؤدي إلى انخفاض نسبة الأكسجين نتيجة استنشاق أول أكسيد الكربون الموجود في السجائر، كما أثبتت الدراسات العلمية أن خطر التدخين على الشرايين التاجية يقل بالامتناع كليًا عن التدخين أو مجالسة المدخنين.
إذا كنت من الأشخاص الذين يتعرضون لأي من الظواهر السابقة فيجب عليك زيارة الطبيب كإجراء وقائي وإذا شعرت بأي أعراض مرتبطة بالمجهود مثل كحة بالصدر أو ألم بالرقبة أو بالكتف الأيسر، أو إذا كنت تشعر بهذه الأعراض عندما تتعرض للجو البارد، فلا بد أن تزور الطبيب.

## التشخيص
يشتبه بالإصابة بالذبحة عند الأشخاص الذين يشعرون بعدم الراحة، ضيق أو ثقل في الصدر:
1- خلف القص أو جانب اليسار إلى الذراع الأيسر، الرقبة، الفك أو الظهر
2- يرتبط بالجهد المبذول أو التوتر العاطفي الذي يخف بعد بضع دقائق من الراحة ويشتد بعد الطقس البارد أو الطعام.
بعض الناس يعانون من أعراض غير عادية كالغثيان، ضيق التنفس، الانزعاج الشرسوفي أو التجشؤ. هذه الأعراض تصيب كبار السن، النساء والذين يعانون من مرض السكري. كما قد يصاب المريض أحياناً بذعر الموت، وهي حالة يشعر فيها مريض الذبحة الصدرية بالموت الوشيك.

## علاج
الدواء الأكثر تحديدًا لعلاج الذبحة الصدرية هو النيتروغليسيرين، موسّع للأوعية فهو يزيد من الأكسجين المتاح لعضلة القلب. إضافة إلى ذلك، تعمل حاصرات البيتا ومحصرات قنوات الكالسيوم على تقليص حمل القلب، ولذلك تقليص خفض احتياجاته من ناحية الأكسجين. لا ينبغي أن يُعطى النتروغليسرين إذا تم اتخاذ بعض المثبطات مثل سيلدينافيل (فياغرا)، تادالافيل (سياليس)، أو فاردينافيل (ليفيترا) خلال الـ 12 ساعة السابقة حيث أن الجمع بين الاثنين يمكن أن يتسبب في انخفاض خطير في ضغط الدم.

## وبائيات
حسب معطيات سنة 2010، تصيب الذبحة الصدرية النابعة عن الداء القلبي الإقفاري حوالي 112 مليون شخص (%1.6 من السكان) حيث تكون بشكل قليل أكثر شيوعًا لدى الرجال مقارنةً بالنساء (%1.7 مقابل 1.5%). في الولايات المتحدة، يُقدّر عدد الأشخاص الذين سيعانون من الذبحة الصدرية بحوالي 10.2 مليون شخص حيث هناك 500 ألف حالة جديدة كل سنة. الذبحة في كثير من الأحيان هي العرض الذي يتمثّل به مرض القلب التاجي لدى النساء أكثر من الرجال. يرتفع انتشار الذبحة الصدرية مع ارتفاع الجيل، حيث متوسط عمر الظهور هو 62.3 سنة.

## شخصيات متوفاة بالذبحة الصدرية
- الملك فيصل الأول ملك العراق ما بين عامي 1921 و 1933.
- الرئيس جمال عبد الناصر ما بين عامي 1954و 1970.
- الأمير صباح السالم الصباح ما بين عامي 1968 و1977.
- الملك خالد بن عبد العزيز ما بين عامي 1975 و 1982.
- الحسن الثاني ملك المغرب ما بين عامي 1961 و 1999.
- الفنان طلال مداح ما بين عامي 1940 و 2000.
- المغني مايكل جاكسون.2009
- الممثلة زيزي مصطفى.
- السياسي طارق عزيز 2015[10]